# کریستین باسیلا
کریستین باسیلا (انگلیسی: Christian Bassila؛ زادهٔ ۵ اکتبر ۱۹۷۷) بازیکن فوتبال سابق اهل فرانسه است که در پست هافبک دفاعی یا دفاع وسط بازی می‌کرد.
او اکنون مدیر مرکز آکادمی فوتبال کلیر فونتین است.
از باشگاه‌هایی که در آن بازی کرده‌است می‌توان به باشگاه فوتبال گنگام، باشگاه فوتبال وستهام یونایتد، باشگاه فوتبال ساندرلند، باشگاه فوتبال استراسبورگ، باشگاه فوتبال المپیک لیون، باشگاه فوتبال انرژی کوتبوس، باشگاه فوتبال رن، و باشگاه فوتبال لاریسا اشاره کرد.
وی همچنین در تیم ملی فوتبال زیر ۲۱ سال فرانسه بازی کرده‌است.